# Graphite Peak
Der Graphite Peak (englisch für Graphitspitze) ist ein 3260 m hoher Berg in der antarktischen Ross Dependency. In den Barton Mountains des Königin-Maud-Gebirges ragt er aus dem nordwestlichen Ende eines Bergkamms 5 km nordöstlich des Mount Clarke und unmittelbar südlich des Kopfendes des Falkenhof-Gletschers auf.
Teilnehmer einer von 1961 bis 1962 dauernden Forschungskampagne im Rahmen der New Zealand Geological Survey Antarctic Expedition benannten ihn nach dem Mineral Graphit, auf das sie bei der Untersuchung des Berges stießen.
US-amerikanische Paläontologen des Field Museum of Natural History in Chicago entdeckten hier fossile Überreste des nach dem britischen Polarforscher Ernest Shackleton benannten Archosauriers Antarctanax shackletoni.